# Открытый чемпионат Абу-Даби по теннису
Открытый чемпионат Абу-Даби по теннису — женский профессиональный международный теннисный турнир, проходящий зимой в Абу-Даби (ОАЭ) на открытых хардовых кортах «Abu Dhabi International Tennis Centre». Относится к серии WTA 500 с призовым фондом около 1,1 миллионов долларов и турнирной сеткой, рассчитанной на 28 участниц в одиночном разряде и 16 пар.
До 2020 года турнир был известен под названием «Мировой теннисный чемпионат в Абу-Даби» (World Tennis Championship) и носил выставочный статус. Турнир у мужчин проводился в период с 2009 по 2019 года, а у женщин с 2017 по 2019 год.

## Общая информация
Соревнование задумано в 2008 году как разминочный турнир для ведущих теннисистов накануне старта сезона; первый чемпионат проведён в январе 2009 года. В дальнейшем турнир стал ежегодным, проводясь накануне старта первой игровой недели регулярного сезона.
По регламенту соревнования в нём принимают участие шесть спортсменов, играющих трёхкруговой турнир на выбывание. По решению организаторов двое теннисистов начинают соревнование со второго раунда (как правило это лидеры посева), а неудачники полуфиналов играют дополнительный матч за третье место. Победитель получает весь призовой фонд — 250 000 долларов.
С 2017 года стали проводиться женские соревнования. В 2020 году турнир был отменён из-за пандемией коронавирусной инфекции.
В связи с изменениями в календаре 2021 года женский турнир приобрел статус официального и проводился в рамках WTA-тура в январе. В 2022 году проведён не был, а в 2023 вновь занял место в календаре WTA.

## Финалы турнира

### Одиночный разряд
| Год      | Чемпион            | Финалист              | Счёт              |
| -------- | ------------------ | --------------------- | ----------------- |
| 2019     | Рафаэль Надаль (5) | Стефанос Циципас      | 6-7(3) 7-5 7-6(3) |
| 2018     | Новак Джокович (4) | Кевин Андерсон        | 4-6 7-5 7-5       |
| 2017     | Кевин Андерсон     | Роберто Баутиста Агут | 6-4 7-6(0)        |
| 2016 (2) | Рафаэль Надаль (4) | Давид Гоффен          | 6-4 7-6(5)        |
| 2016 (1) | Рафаэль Надаль (3) | Милош Раонич          | 7-6(2) 6-3        |
| 2015     | Энди Маррей        | Новак Джокович        | Без игры          |
| 2013     | Новак Джокович (3) | Давид Феррер          | 7-5 6-2           |
| 2012     | Новак Джокович (2) | Николас Альмагро      | 6-7(4) 6-3 6-4    |
| 2011 (2) | Новак Джокович     | Давид Феррер          | 6-2 6-1           |
| 2011 (1) | Рафаэль Надаль (2) | Роджер Федерер        | 7-6(4) 7-6(3)     |
| 2010     | Рафаэль Надаль     | Робин Сёдерлинг       | 7-6(3) 7-5        |
| 2009     | Энди Маррей        | Рафаэль Надаль        | 6-4 5-7 6-3       |

| Год                      | Чемпион            | Финалист             | Счёт           |
| ------------------------ | ------------------ | -------------------- | -------------- |
| 2025                     | Белинда Бенчич (2) | Эшлин Крюгер         | 4-6 6-1 6-1    |
| 2024                     | Елена Рыбакина     | Дарья Касаткина      | 6-1 6-4        |
| 2023                     | Белинда Бенчич     | Людмила Самсонова    | 1-6 7-6(8) 6-4 |
| 2022 год (не проводился) |                    |                      |                |
| 2021                     | Арина Соболенко    | Вероника Кудерметова | 6-2 6-2        |
| 2020 год (не проводился) |                    |                      |                |
| 2019                     | Мария Шарапова     | Айла Томлянович      | 6-4 7-5        |
| 2018                     | Винус Уильямс      | Серена Уильямс       | 4-6 6-3 [10-8] |
| 2017                     | Елена Остапенко    | Серена Уильямс       | 6-2 3-6 [10-5] |

### Парный разряд
| Год                      | Чемпионки                       | Финалистки                    | Счёт           |
| ------------------------ | ------------------------------- | ----------------------------- | -------------- |
| 2025                     | Елена Остапенко Эллен Перес     | Кристина Младенович Чжан Шуай | 6-2 6-1        |
| 2024                     | София Кенин Бетани Маттек-Сандс | Линда Носкова Хезер Уотсон    | 6-4 7-6(4)     |
| 2023                     | Луиза Стефани Чжан Шуай         | Сюко Аояма Чжань Хаоцин       | 3-6 6-2 [10-8] |
| 2022 год (не проводился) |                                 |                               |                |
| 2021                     | Сюко Аояма Эна Сибахара         | Хэйли Картер Луиза Стефани    | 7-6(5) 6-4     |